# 도안동
도안동(道安洞)은  대전광역시 서구 서남부에 있는 법정동, 행정동이다. 2022년 6월 20일에 가수원동에서 분동되었다.

## 역사
도안동은 1914년에는 대전군 기성면에 속하여 있다가 1932년 대덕군에 포함됐고 1983년에 대전시 중구에 포함되었고, 도안동을 통합했다. 2022년 도안동행정복지센터를 개소해 지금에 이르고 있다.

## 법정동
- 가수원동
- 괴곡동

## 교육 기관
도안동에는 목원대학교가 있다.
- 대전도솔초등학교
- 대전도안초등학교
- 대전호수초등학교
- 대전도안중학교

## 아파트
| 단지명               | 건설사              | 시행사                      | 주소              | 입주        | 비고 |
| -------------------- | ------------------- | --------------------------- | ----------------- | ----------- | ---- |
| 도안 예미지          | 금성백조주택        | ㈜다우종합건설              | 서구 도안북로 125 | 2012년 6월  |      |
| 도안 한라비발디      | 한라건설㈜          | ㈜피데스개발                | 서구 도안북로 136 | 2011년 10월 |      |
| 도안 아이파크        | 현대산업개발        | 현대산업개발                | 서구 도안동로 183 | 2013년 9월  |      |
| 도안 수목토          | 엘드건설㈜          | ㈜엘드                      |                   | 2010년 7월  |      |
| 도안 리슈빌          | 계룡건설산업        | ㈜KB부동산신탁 ㈜로하스주택 | 서구 도안동로 123 | 2014년 8월  |      |
| 도안 베르디움 18단지 | 호반건설            | ㈜호반토건                  | 서구 원도안로 100 | 2014년 3월  |      |
| 도안 우미린 풀하우스 | 우미건설 ㈜서령개발 | ㈜명선종합건설              | 서구 도안동로 77  | 2014년 10월 |      |